# جويل فراي
جويل فراي (بالإنجليزية: Joel Fry)‏ هو سياسي أمريكي، ولد في 18 يونيو 1974 في دي موين في الولايات المتحدة. حزبياً، نشط في Republican Party of Iowa ‏ والحزب الجمهوري. وقد انتخب عضو مجلس نواب ولاية ايوا.

## وصلات خارجية
- الموقع الرسمي